# Зеленопілля (Запорізький район)
Зеленопілля — село в Україні, у Широківській сільській громаді Запорізького району Запорізької області.
Населення становить 315 осіб. До 2016 орган місцевого самоврядування - Сонячна сільська рада.

## Географія
Село Зеленопілля розміщене на відстані 1,5 км від селищ Високогірне і Канцерівка, за 2 км від села Нове Запоріжжя. Поруч проходить залізниця, станція Канцерівка за 2 км.

## Історія
До 19 травня 2016 року мало назву Петрівське, яке було перейменоване Постановою Верховної Ради № 4085 в рамках декомунізації.
12 червня 2020 року, відповідно до Розпорядження Кабінету Міністрів України від № 713-р «Про визначення адміністративних центрів та затвердження територій територіальних громад Запорізької області», увійшло до складу Широківської сільської громади.
19 липня 2020 року, в результаті адміністративно-територіальної реформи та ліквідації колишнього Запорізького району(1965-2020), село увійшло до складу новоутвореного Запорізького району.